# دالتون (جورجیا)
دالتون، جورجیا (به انگلیسی: Dalton, Georgia) یک شهر در ایالات متحده آمریکا با جمعیت ۳۳٬۱۲۸ نفر است که در Whitfield County واقع شده‌است.